# Personfradrag
Personfradrag er et bundfradrag, der anvendes ved beregning af indkomstskat for personer. Såvel Danmark som lande som Tyskland, Nederlandene, Storbritannien og Østrig har personfradrag.
I Danmark optræder personfradraget ikke direkte på selvangivelsen, men skatteværdien af fradraget modregnes i de beregnede skatter. Alle, der er fyldt 18 år, har et personfradrag på 48.000 kr. (2018), mens unge under 18 år har et fradrag på 34.500 kr. Ægtefæller kan udnytte hinandens personfradrag, såfremt den anden part ikke selv udnytter det til fulde. 
I lighed med de fleste andre beløbsgrænser i skattesystemet indekseres personfradraget hvert år med satsreguleringen. Dermed følger udviklingen i personfradraget omtrent lønudviklingen på det danske arbejdsmarked.